# マチュー・ガニオ
マチュー・ガニオ（Mathieu Ganio,1984年3月16日 - ） は、フランスのバレエダンサーである。

## プロフィール
マルセイユで生まれる。父はデニス・ガニオ（fr:Denis Ganio、1950年4月25日 - ）、母はドミニク・カルフーニ（fr:Dominique Khalfouni、1951年6月23日 - ）。両親とも世界的に知られたバレエダンサーである。
- 1992年：マルセイユバレエ学校に入学。
- 1998年：バレエ学校の公演で来日。
- 1999年：パリ・オペラ座バレエ学校に編入。
- 2001年：パリ・オペラ座に入団。
- 2003年：スジェに昇進。
- 2004年：5月20日に『ドン・キホーテ』のバジルを踊り、プルミエ・ダンスールを飛び越して、エトワールへと昇進。

両親譲りのスター性と美貌を兼ね備えたバレエ・ダンサーである。数回来日しており、日本にもファンが多い。
なお、実妹マリーヌ・ガニオ（Marine Ganio）もバレエダンサーで、同じくパリ・オペラ座に在籍している。

## 出演

### DVD
- 『コッペリア』（2000年、パリ・オペラ座学校公演を収録）
- 『ラ・シルフィード』（2004年、共演オーレリー・デュポン）

## 受賞歴
- 2005年：ブノワ賞